# Ochodaeus alius
Ochodaeus alius es una especie de coleóptero de la familia Ochodaeidae.

## Distribución geográfica
Habita en Costa de Marfil.